# Acervo Artístico da Prefeitura de Porto Alegre

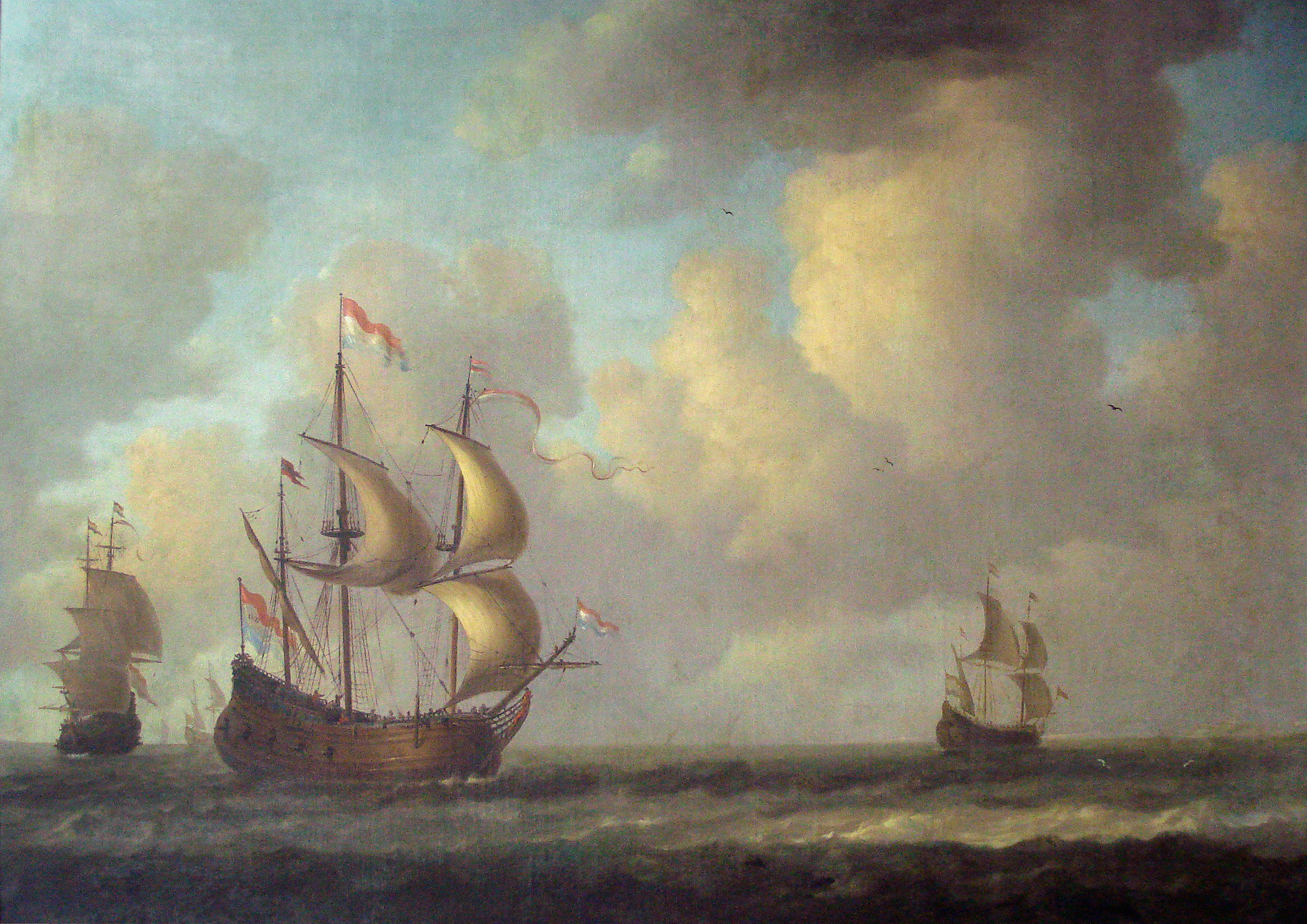
Jeronimus van Diest: O Rejalma, 1673. Pinacoteca Ruben Berta.

O Acervo Artístico da Prefeitura de Porto Alegre é constituído por duas importantes coleções de pinturas: A Pinacoteca Ruben Berta e a Pinacoteca Aldo Locatelli. A primeira tem uma sede própria na Rua Duque de Caxias, e a segunda está depositada no Paço Municipal de Porto Alegre.

## Pinacoteca Ruben Berta

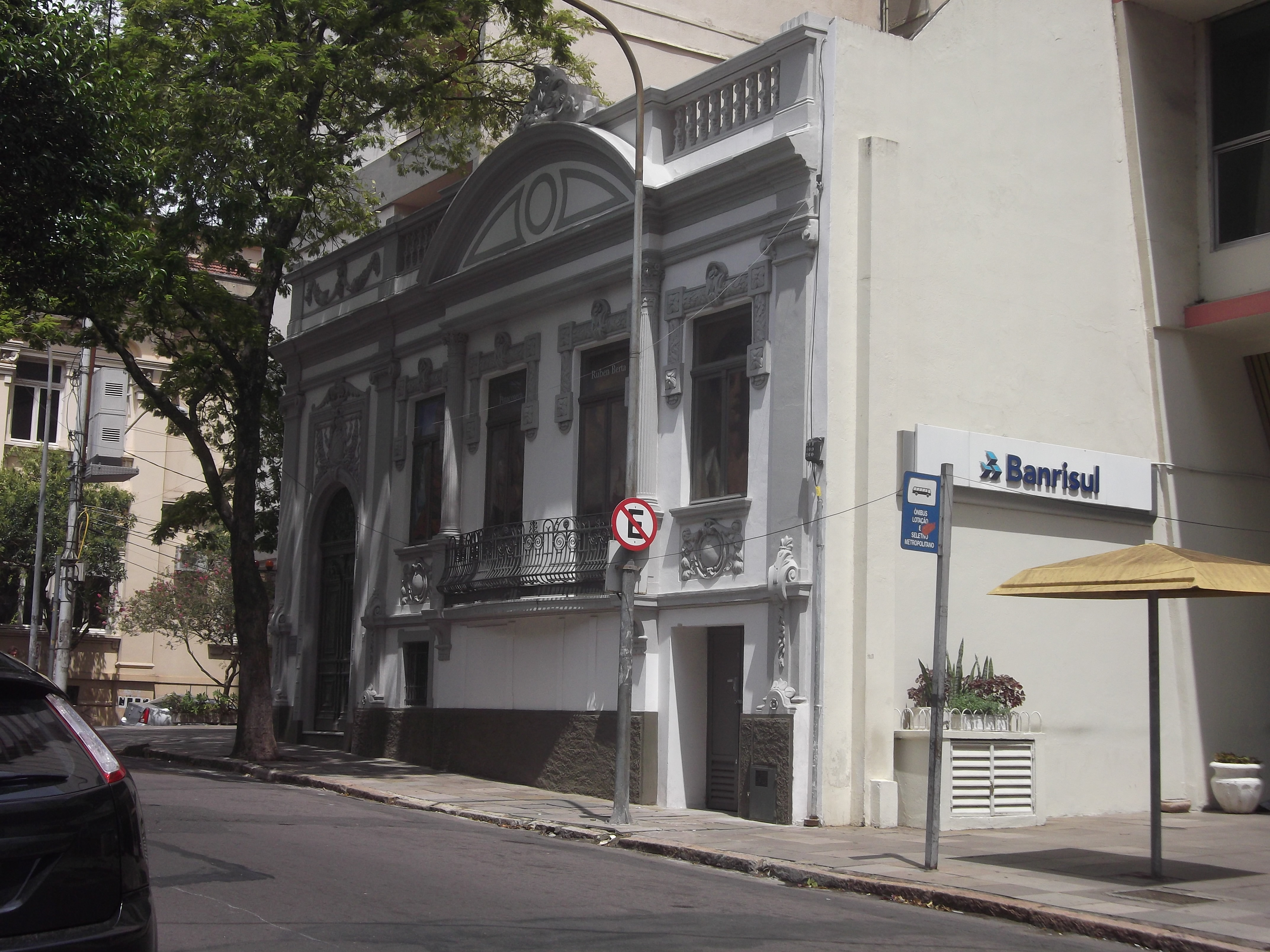
Sede da Pinacoteca Ruben Berta em 2014.

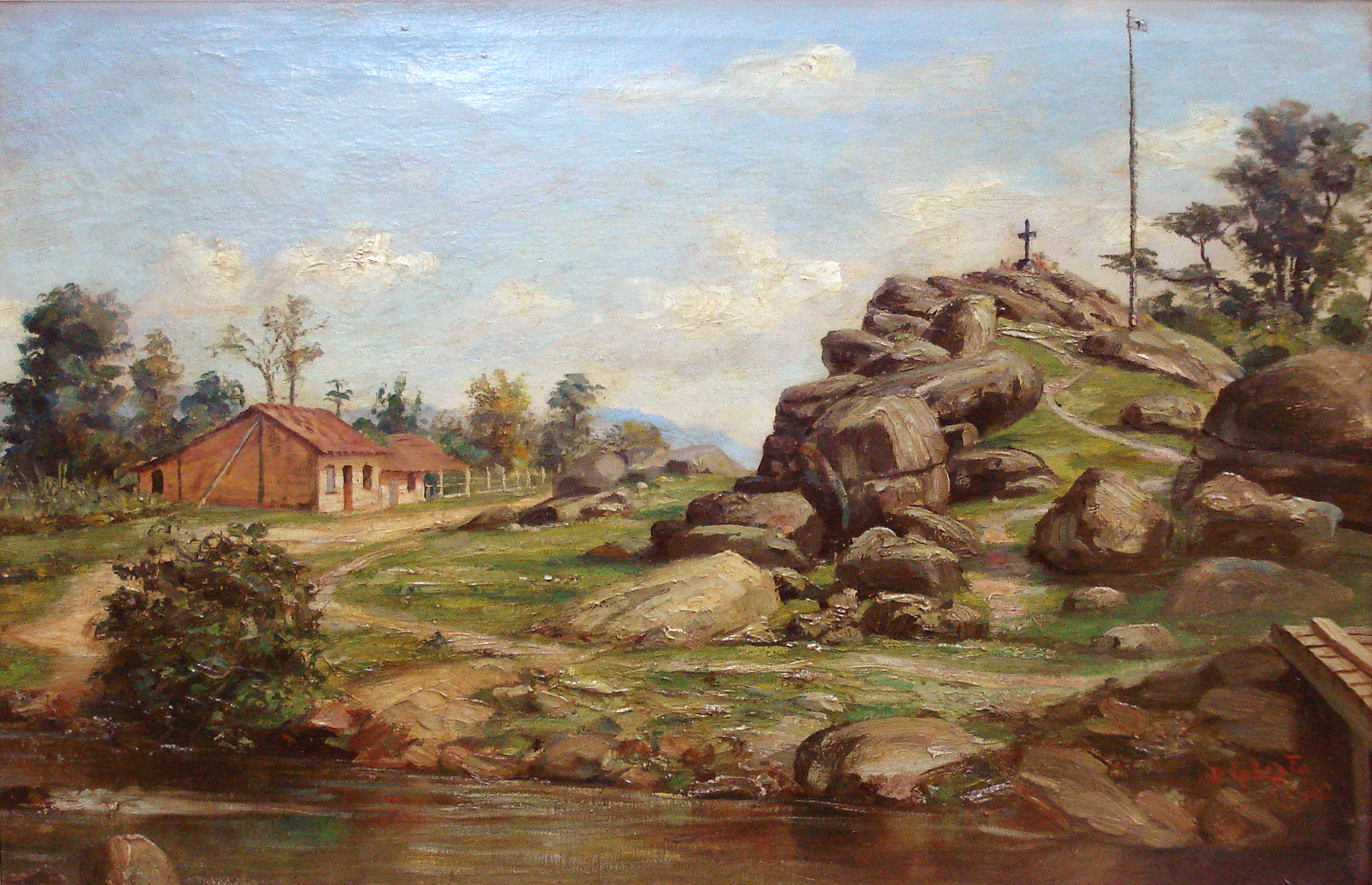
Benedito Calixto: Paisagem com cruzeiro, 1920. Pinacoteca Ruben Berta.

Esta coleção foi formada por iniciativa de Assis Chateaubriand, que na década de 1960 reuniu uma grande quantidade de obras de arte em seu projeto de criação de vários acervos regionais pelo Brasil. O nome homenageia o pioneiro da aviação comercial do Brasil, Ruben Berta, diretor da VARIG e um colaborador voluntário de Chateaubriand no transporte daquelas coleções para seus lugares de destino.
A instalação oficial do conjunto de peças reservado para Porto Alegre se deu em 6 de março de 1967, nos estúdios da Rádio Farroupilha e da TV Piratini, no Morro Santa Teresa. Como seu primeiro diretor foi designado Angelo Guido, que se destacava como pintor, professor e crítico de arte no sul, e que permaneceria dirigindo este acervo até falecer em 1969. Chateubriand já havia morrido no ano anterior, e seu desaparecimento, desestruturando o seu império jornalístico, fez com que a coleção não mais pudesse ser mantida pelos Diários e Emissoras Associados e fosse doada à Prefeitura de Porto Alegre em 10 de novembro de 1971, sendo a partir de então exibida no Paço Municipal por cerca de dez anos.
Com o progressiva ocupação das salas da Prefeitura para gabinetes vários, os espaços para exposição das obras de arte foram-se reduzindo, deixando de oferecer condições adequadas. Em vista disso, um convênio com o Governo do Estado possibilitou a guarda do acervo das dependências do Museu de Arte do Rio Grande do Sul, onde permaneceu até 2008, já tendo retornado ao Paço.
A partir de fins dos anos 1980 a coleção começou a ser estudada e apresentada por especialistas em arte em mostras curatoriais, foi feito o tombamento do acervo e as peças danificadas foram restauradas. O primeiro catálogo geral foi editado em 1991, e o conjunto de 125 obras não foi ampliado no curso dos anos, permanecendo como um acervo fechado, onde constam peças de Portinari, Almeida Júnior, Di Cavalcanti, Manabu Mabe, Lasar Segall, Francisco Stockinger, Ângelo Guido e vários outros mestres de relevo nacional, com diversas criações estrangeiras de qualidade, em especial belos exemplares da arte Pop britânica, de Alan Davie, Allen Jones e Graham Sutherland e alguns outros.
A sede da Pinacoteca Ruben Berta está localizada na Rua Duque de Caxias n. 973.

## Pinacoteca Aldo Locatelli
A origem desta coleção está na antiga pinacoteca que foi sendo formada desde o fim do século XVIII pela Câmara Municipal de Porto Alegre. Seguindo o costume da época, o objetivo de reunir uma coleção de arte era tanto o adorno e desfrute estético, como também era uma maneira de reafirmar visivelmente a ideologia dominante. Assim, foram sendo adquiridos bustos e retratos de dignitários da província, da família real e de heróis militares, além de outros dos presidentes da própria Câmara.
Tal prática se estendeu até depois de proclamada a República, possibilitando a composição de um painel significativo da vida política e também artística do Rio Grande do Sul, em especial do início do século XX. Quando foi construído o Paço Municipal, em 1901, desde logo ele foi adornado com obras de arte com aquele mesmo propósito original, embora a coleção ainda não estivesse sistematizada e organizada.

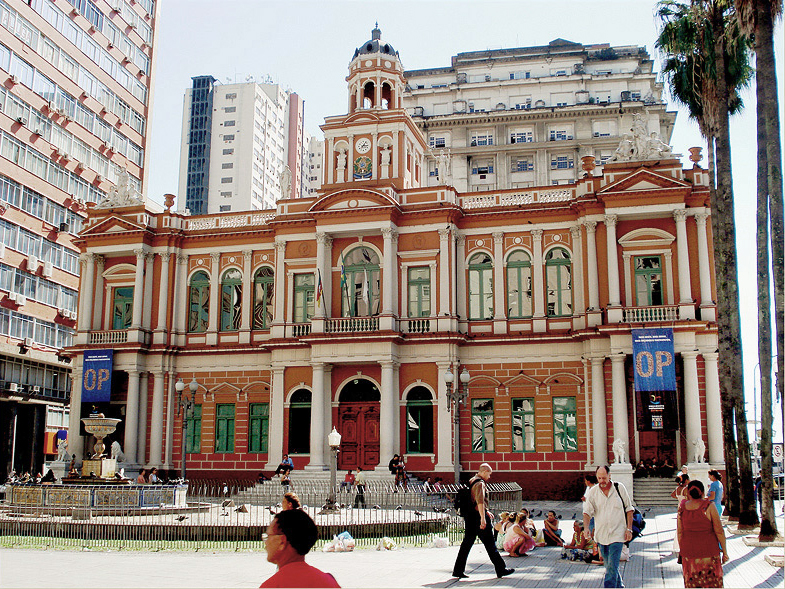
O Paço Municipal de Porto Alegre, sede da Pinacoteca Aldo Locatelli.

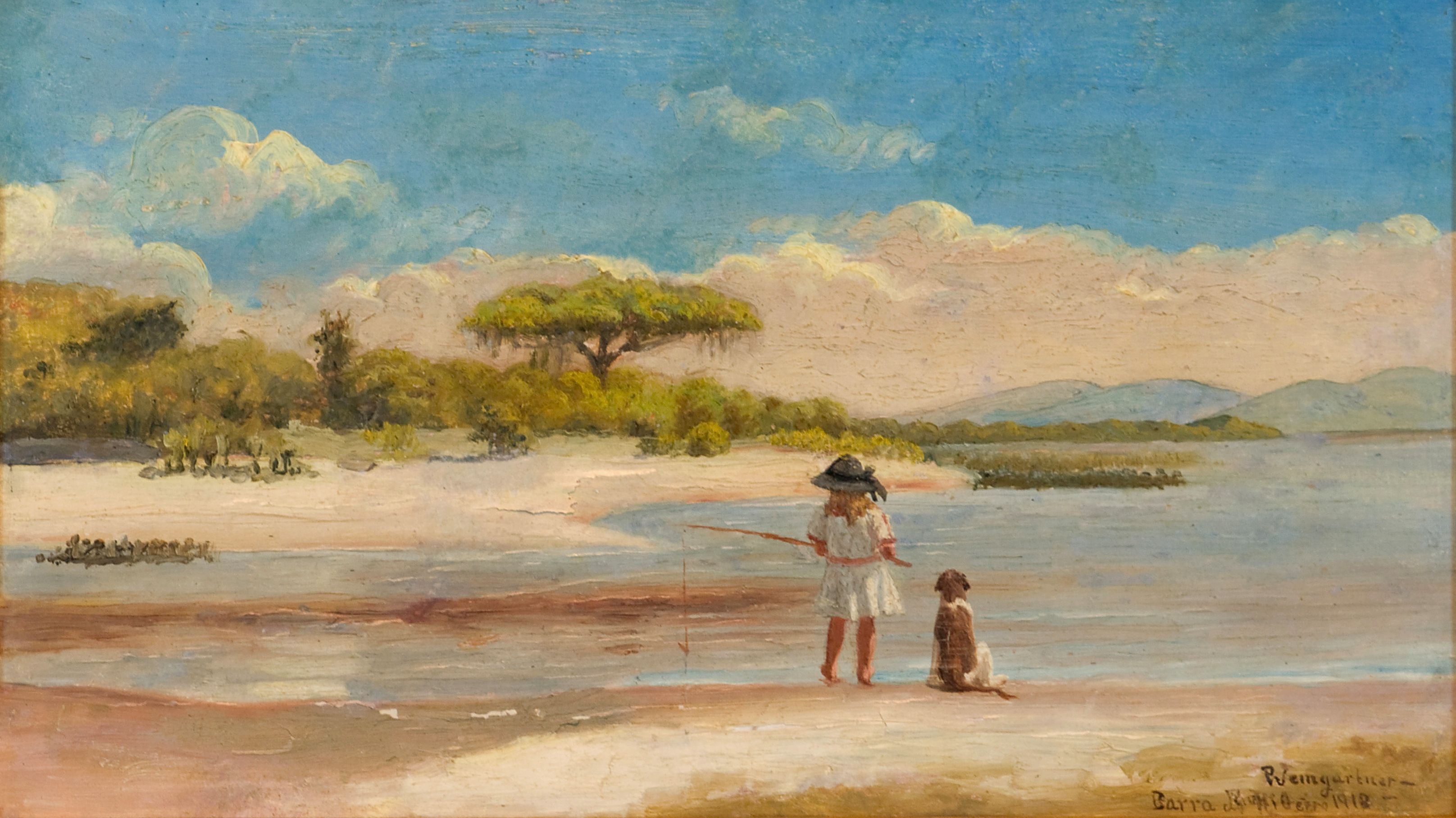
Pedro Weingärtner: Barra do Ribeiro, 1918. Pinacoteca Aldo Locatelli.

Como a Câmara de Vereadores passou por várias sedes em sua história, muitas das obras dos primeiros tempos acabaram se dispersando e desapareceram, mas o que restou era nos anos 40 significativo o bastante para o conjunto ser reconhecido por sua qualidade. Na década de 1970 foram iniciadas exposições com este acervo, contando inclusive com visitas guiadas para escolares, e outras peças foram incorporadas à coleção provenientes de outros órgãos da municipalidade e através de aquisições de artistas locais e mesmo estrangeiros.
Em 7 de novembro de 1974 a coleção foi finalmente oficializada, recebendo seu nome atual em homenagem ao insigne pintor ítalo-brasileiro Aldo Locatelli, que exerceu marcante atividade na capital e em várias outras cidades do Rio Grande do Sul. Contudo, logo depois os espaços expositivos no Paço deixaram de estar disponíveis, e na década de 1980 esta coleção também foi depositada no MARGS como forma de ser melhor preservada até que a prefeitura pudesse providenciar um local com as condições próprias para guarda e exposição de obras de arte. No MARGS as peças foram expostas esporadicamente, em conjunto com a coleção própria do museu.
Nos anos 1990 iniciou uma fase de trabalho especializado sobre o grande conjunto de obras da Pinacoteca, com o seu tombamento definitivo e realização de trabalhos de higienização, conservação e restauro, além de passarem a contar com uma sala específica no MARGS para sua exibição ao público, a Sala Berta-Locatelli. Também neste período iniciaram projetos de mostras temáticas curadas por estudiosos da arte, e salões de arte patrocinados pela Prefeitura trouxeram um número adicional de peças à coleção. Como resultado, mesmo no MARGS o espaço reservado para seu depósito começou a ficar pequeno, e se fazia urgente dar uma destinação diferente ao acervo.
Para isso a prefeitura realizou diversas benfeitorias no prédio histórico do Paço Municipal a fim de adequar alguns espaços como Reserva Técnica e galeria de exposições. As obras retornaram ao Paço em 2008, agora equipado para guardá-las e mostrá-las à população.
A Pinacoteca Aldo Locatelli possui um expressivo grupo de obras de importantes artistas gaúchos, como Vera Chaves Barcellos, Oscar Boeira, Benito Castañeda, João Fahrion, Libindo Ferrás, Angelo Guido, Henrique Fuhro, Antônio Cândido de Menezes, Vasco Prado, Carlos Alberto Petrucci, Pedro Weingärtner, Carlos Scliar e Regina Silveira, bem como peças de nomes nacionais e internacionais como Carlos Oswald, Frank Schaeffer, Eduardo de Martino e Guttmann Bicho.